# Carbon monoxide
Carbon monoxide, công thức hóa học là CO, là một chất khí không màu, không mùi, bắt cháy và có độc tính cao. Nó là sản phẩm chính trong sự cháy không hoàn toàn của carbon và các hợp chất chứa carbon.
Có nhiều nguồn sinh ra carbon monoxide. Khí thải của động cơ đốt trong tạo ra sau khi đốt các nhiên liệu gốc carbon có chứa carbon monoxide, đặc biệt với nồng độ cao khi nhiệt độ quá thấp để có thể thực hiện việc oxy hóa trọn vẹn các hydrocarbon trong nhiên liệu thành nước (dạng hơi) và carbon dioxide, do thời gian có thể tồn tại trong buồng đốt là quá ngắn và cũng có thể là do không đủ lượng oxy cần thiết. Thông thường, việc thiết kế và vận hành buồng đốt sao cho có thể giảm lượng CO là khó khăn hơn rất nhiều so với việc thiết kế để làm giảm lượng hydrocarbon chưa cháy hết. Carbon monoxide cũng tồn tại với một lượng đáng kể trong khói thuốc lá. Trong gia đình, khí CO được tạo ra khi các nguồn nhiên liệu như xăng, hơi đốt, dầu hay gỗ không cháy hết trong các thiết bị dùng chúng làm nhiên liệu như xe máy, ô tô, lò sưởi và bếp lò v.v. Khí carbon monoxide có thể thấm qua bê tông hàng giờ sau khi xe cộ đã rời khỏi ga ra.
Trong quá khứ, ở một số quốc gia người ta sử dụng cái gọi là town gas để thắp sáng và cung cấp nhiệt vào thế kỷ XIX. Town gas được tạo ra bằng cách cho một luồng hơi nước đi ngang qua than cốc nóng đỏ; chất tạo thành sau phản ứng của nước và carbon là hỗn hợp của hydro và carbon monoxide. Phản ứng như sau:
{\displaystyle {\ce {H2O + C ->[{t°}] CO +H2}}}
Khí này ngày nay đã được thay thế bằng hơi đốt tự nhiên (methan) nhằm tránh các tác động độc hại tiềm ẩn của nó. Khí gỗ, sản phẩm của sự cháy không hoàn toàn của gỗ cũng chứa carbon monoxide như là một thành phần chính.

## Độc tính
Xem chi tiết tại bài: Ngộ độc carbon monoxide
Carbon monoxide cực kỳ nguy hiểm, do việc hít thở phải một lượng quá lớn CO sẽ dẫn tới thương tổn do giảm oxy trong máu hay tổn thương hệ thần kinh cũng như có thể gây tử vong. Nồng độ chỉ khoảng 0,01% carbon monoxide trong không khí cũng có thể là nguy hiểm đến tính mạng.
CO là chất khí không màu, không mùi và không gây kích ứng nên rất nguy hiểm vì người ta không cảm nhận được sự hiện diện của CO trong không khí. CO có tính liên kết với hemoglobin (Hb) trong hồng cầu mạnh gấp 250-280 lần so với oxy nên khi được hít vào phổi CO sẽ gắn chặt với Hb thành carbonxyhemoglobin (HbCO) do đó máu không thể chuyên chở oxy đến tế bào. CO còn gây tổn thương tim do gắn kết với myoglobin.
Triệu chứng ngộ độc CO thường bắt đầu bằng cảm giác thất thần, nhức đầu, buồn nôn, khó thở rồi từ từ đi vào hôn mê. Nếu ngộ độc CO xảy ra khi đang ngủ say hoặc uống rượu say thì người bị ngộ độc sẽ hôn mê từ từ, ngưng thở và tử vong.
Ngộ độc CO có thể xảy ra ở những trường hợp chạy máy nổ phát điện trong nhà kín, sản phụ nằm lò than trong phòng kín, ngủ trong xe hơi đang nổ máy trong nhà hoặc gara...

## Lịch sử
Carbon monoxide đã được nhà hóa học người Pháp là de Lassone điều chế lần đầu tiên năm 1776 bằng cách đốt nóng Oxide kẽm (ZnO) với than cốc, nhưng ông đã sai lầm khi cho khí thu được là hydro do nó cũng cháy với ngọn lửa màu xanh lam. Sau này, nó được nhà hóa học người Anh là William Cruikshank xác định là một hợp chất chứa carbon và oxy năm 1800.
Nhà sinh lý học người Pháp là Claude Bernard vào khoảng năm 1846 đã lần đầu tiên nghiên cứu kỹ lưỡng các thuộc tính độc hại của carbon monoxide. Ông cho các con chó hít thở khí này và nhận ra rằng máu của chúng tại tất cả các mạch máu là đỏ hơn.

## Hóa học
Cấu trúc của phân tử CO được mô tả tốt nhất dựa theo thuyết quỹ đạo phân tử. Độ dài của liên kết hóa học (0,111 nm) chỉ ra rằng nó có đặc trưng liên kết ba một phần. Phân tử có momen lưỡng cực nhỏ (0,112 Debye hay 3,74x10−31 C.m) và thông thường được biểu diễn bằng 3 cấu trúc cộng hưởng:
Lưu ý rằng quy tắc octet (quy tắc bát tử) bị vi phạm đối với nguyên tử carbon trong hai cấu trúc thể hiện bên phải.
Nó thể hiện tính khử trong một số phản ứng với các Oxide kim loại có độ hoạt động hóa học yếu ở nhiệt độ cao, chẳng hạn Oxide đồng (II), theo phản ứng sau:
{\displaystyle {\ce {CO + CuO -> CO2 + Cu}}}
Kim loại nickel tạo ra hợp chất dễ bay hơi với CO, được biết đến với tên gọi nickel carbonyl. carbonyl bị phân hủy rất nhanh ngược trở lại thành kim loại và khí CO, và nó được sử dụng làm nền tảng cho việc làm tinh khiết nickel.
Nhiều kim loại khác cũng có thể tạo ra các phức chất carbonyl chứa các liên kết cộng hóa trị với carbon monoxide, các chất này có thể tạo ra bằng một loạt các phương pháp khác nhau, ví dụ đun sôi rutheni triclorua với triphenyl photphin trong mêthoxyêtanol (hay DMF) thì có thể thu được phức chất [RuHCl(CO)(PPh3)3]. Nickel carbonyl là đặc biệt do nó có thể được tạo ra bằng tổ hợp trực tiếp carbon monoxide và nickel kim loại ở nhiệt độ phòng.
Trong nickel carbonyl và các carbonyl khác, cặp điện tử trên nguyên tử carbon được liên kết với kim loại. Trong trường hợp này carbon monoxide được nói đến như là nhóm carbonyl.
Carbon monoxide và metanol có phản ứng với nhau có chất xúc tác gốc rodi để tạo ra axit axetic trong quy trình Monsanto, nó là phương pháp được sử dụng nhiều nhất để sản xuất axit axêtic công nghiệp.

## Sử dụng
Sản xuất axit axetic, làm nhiên liệu, chất khử trong nhà máy sản xuất thép,....

## Carbon monoxide trong khí quyển

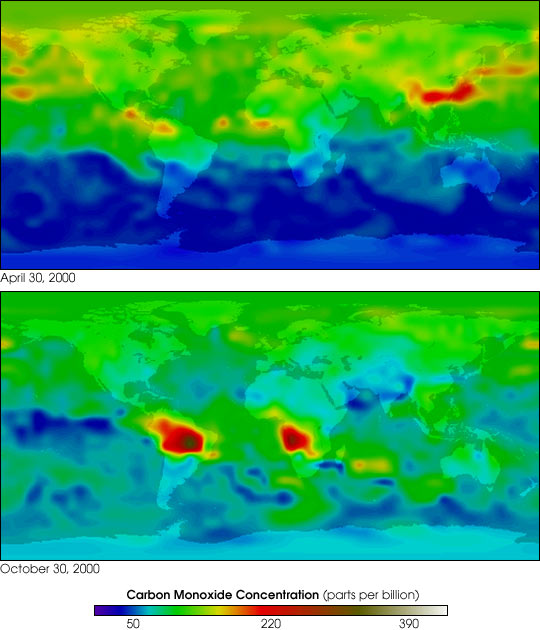
Carbon monoxide toàn cầu năm 2000 trong MOPITT.

Carbon monoxide có hiệu ứng bức xạ cưỡng bức gián tiếp bằng sự nâng cao nồng độ của methan và ozon tầng đối lưu thông qua các phản ứng hóa học với các thành phần khác của khí quyển (ví dụ gốc hydroxyl, OH) mà nếu không có thể tiêu diệt chúng. Carbon monoxide được tạo ra khi các nhiên liệu chứa carbon bị đốt cháy không hoàn toàn, thông qua các quá trình tự nhiên trong khí quyển thì cuối cùng nó sẽ bị oxy hóa thành carbon dioxide. Nồng độ carbon monoxide bị biến đổi trong không gian cũng như là tồn tại rất ngắn hạn trong khí quyển.

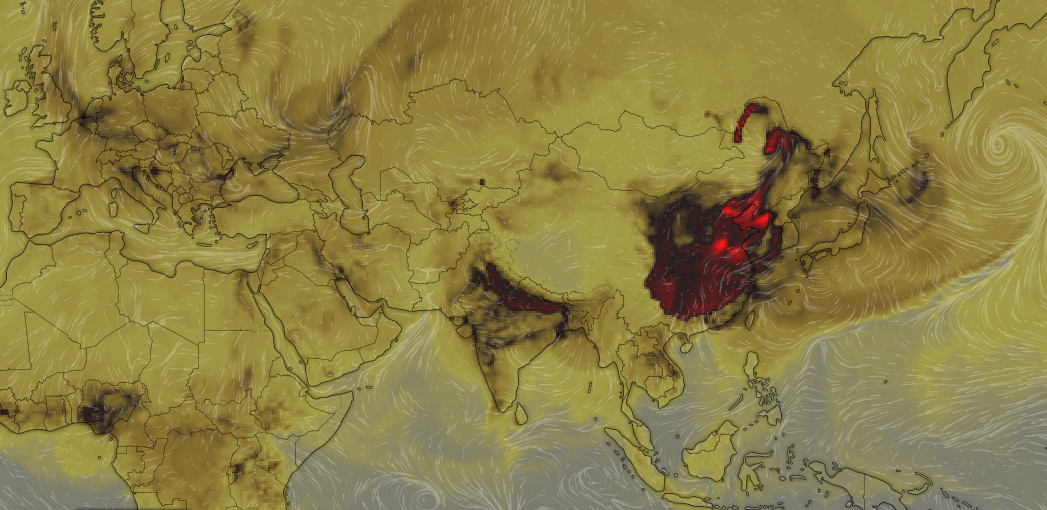
Một phần châu Á bị carbon monoxide che phủ.

{\displaystyle {\ce {5CO + O3 -> 4CO2 + C}}}